# Nobrow. Культура маркетинга. Маркетинг культуры
«Nobrow. Культура маркетинга. Маркетинг культуры» — книга американского писателя и журналиста Джона Сибрука, написанная в 2000 году. Произведение посвящено исследованию того, как в культурном ландшафте современного общества стираются границы между элитарной и массовой культурой. Основная идея Сибрука — в XXI веке ни элитарной, ни массовой культуры не существует, а на смену им пришла «модная культура».
Сибрук посвятил много лет журналистике и работал, в частности, колумнистом в издании The New Yorker. В книге часто встречаются описания его работы в журнале, встреч с журналистами и деятелями культуры, а также воспоминания автора о своем детстве и своей юности. Через мемуарные воспоминания автор показывает, как менялось его восприятие культурных единиц. Например, значительная часть книги посвящена телеканалу MTV, на котором работал Сибрук и который, по его мнению, совершил культурную революцию в мире телевещания.

## Основные положения книги
1. Противостояния «элитарной» и «массовой» культуры больше нет. Сейчас вся культура делится на модную и немодную, которая может иметь разное (и элитарное, и массовое) происхождение. Само название книги «Nobrow» намекает на положения книги «Highbrow/Lowbrow: The Emergence of Cultural Hierarchy in America (The William E. Massey Sr. Lectures in American Studies)» Лоуренса Ливайна[1];
2. Вводится термин «культура супермаркета» и градация типов культур:Культура супермаркета получилась такой: Индивидуальность - Субкультура — Культура мейнстрима А аристократическая культура выглядела так: Высокая культура — Культура среднего интеллектуального уровня — Массовая культура[2]
3. Вводится термин «Buzz» — (от англ. шум, неразбериха), обозначающий информационное пространство, в котором мы находимся. По мнению Сибрука, информационный шум становится важнее самого события, а позиционирование продукта — важнее самого продукта;[3]
4. Сибрук пишет, что современная nobrow-культура особенно выделяет лейбл. Он не только становится важнее продукта, но и подменяет сам продукт[3].

## Мнение Сибрука о массовой культуре
Джон Сибрук долгие годы работал на телеканале MTV, который, по его собственным заверениям, был «визуальным радио». Канал транслировал контент, рассчитанный на значительную часть молодежи и стал действительно массовым. Рассуждения Сибрука не ограничиваются анализом MTV как масс-медиа. Он считает, что киноэпопея «Звёздные войны» — образец типичного масс-медиа, потому что, по его мнению, фильм является компиляцией мифов и стереотипов, закрепленных в нашем сознании пережитым опытом и традиционными архетипами западного общества. Рассуждая о причинах успеха фильма, он пишет: 
«Лукас начал работу над „Звездными войнами“ с изучения мифологий разных культур, в которых старался выделить повторяющиеся сюжетные ходы, загадки и моменты, „когда обратной дороги нет“. Он взял элементы мифов, найденных в „Золотой ветви“, суфийских легендах, „Беовулфе“ и Библии, и попытался объединить их в одну эпическую историю. Он рылся в книгах Джозефа Кемпбелла по мифологии и в разных других книгах. Это был такой подход к написанию сценария, в котором главное было найти архетипы, „а потом появятся ум и сердце“.»

## Критика
Американский журналист Эдвин Франк, хотя и признает феномен ноубрау «пагубным», утверждает, что феномен не является «всепоглощающим». По его мнению, культура существует и развивается, в частности, из-за того, что у людей разные вкусы и предпочтения, на которых часто базируется выбор тех или иных средств выразительности произведений массовой и элитарных культур.
Книга Сибрука вызвала ажиотаж в литературных кругах, критически настроенные читатели, в частности, отмечали, что «книга не является ни высокоинтеллектуальным литературным трудом, ни тщательным гидом по поп-культуре» и не оправдывает их ожиданий.